# 大統領に知らせますか?
『大統領に知らせますか?』（だいとうりょうにしらせますか?、Shall We Tell the President?）は、ジェフリー・アーチャーが1977年に発表し、1987年に新版として再度上梓した小説。アメリカ合衆国大統領暗殺計画を阻止しようとするFBI捜査官を主人公としたサスペンス小説である。

## 旧版と新版の比較
主なプロット（あらすじ）は両者で同一であり、FBIのメンバー、犯罪組織のメンバー、暗殺計画などに変更はない。
大統領は、旧版ではエドワード・ケネディであった。新版では、アーチャーが1979年に初めて発表した長編小説『ケインとアベル』において、2人の主人公を結ぶ人物として登場するフロレンティナ・ケイン（ロスノフスキ）に変更されている。1982年に『ケインとアベル』の続編として、移民出身であるフロレンティナがアメリカ初の女性大統領になる課程を描いた『ロスノフスキ家の娘』が執筆されており、この改変に応じて細かなエピソードなどは書き換えられている。
物語には現実の歴代大統領も登場する。『ロスノフスキ家の娘』執筆当時のアメリカ大統領はロナルド・レーガンであるが、作中では未来の1995年以降にまで話が及んだため、レーガン以降は架空人物の大統領が登場している。作中の年代は、旧版では近未来の1983年に設定されていたが、新版（1987年）では更に未来（1990年代後半）に設定を移してある。新版にある事件の設定は、1995年以降の大統領就任年（1997年）から2年後となるので、1999年であると考えられる。ただし、日付と曜日の対応は、実際の1999年とは異なっている。

## あらすじ（新版）
FBIワシントン本部は、大統領暗殺の情報を得た。犯人は、米国初の女性大統領念願の銃砲所持規制法案の成立に反対する者たちか？　黒幕の存在を察したFBIは現行犯逮捕をめざし、極秘の操作を開始した。その直後、捜査官は情報提供者と上司と親友の同僚を失った。決行の日まであと一週間、捜査は一向に進展しない――。

## 日本語訳
- 『大統領に知らせますか?』 永井淳訳、新潮文庫、1978年
- 『新版 大統領に知らせますか?』 永井淳訳、新潮文庫、1987年。改訂版